# Fanum Voltumnae
Il Fanum Voltumnae (dal latino "santuario di Voltumna") era il santuario federale etrusco descritto dalle fonti antiche, ma di incerta identificazione. Recenti scavi archeologici sembrerebbero localizzarlo sotto la rupe di Orvieto, nel pianoro del Campo della Fiera.
Il santuario era dedicato al dio Voltumna (dal quale derivava la divinità romana Vertumno), probabilmente un aspetto del dio Tinia (equivalente al dio romano Giove e al dio greco Zeus).
Ogni anno a primavera vi si riunivano i capi dei dodici popoli della Lega etrusca. Veniva eletto il capo supremo della Lega, si tenevano feste religiose e si prendevano deliberazioni di politica interna ed estera. Altre riunioni straordinarie potevano tenersi nel santuario per deliberare di affari urgenti.

## Fonti antiche
Tito Livio cita diverse volte il santuario con il nome di Fanum Voltumnae e riporta che gli Etruschi vi tenevano i concili federali tra la fine del V e gli inizi del IV secolo a.C., ma non ne indica la precisa collocazione.
Il rescritto di Spello, emesso dall'imperatore Costantino I (333-337), concedeva agli Umbri di Spello l'esonero di recarsi a Volsini per partecipare alle feste religiose annualmente tenute dal "Coronatus della Tuscia e dell'Umbria". Volsini è stata variamente identificata con Orvieto (Volsinii Veteres) o con Bolsena (Volsinii Novi). La festa non aveva carattere politico, ma religioso, e si svolgeva più verosimilmente a Orvieto che a Bolsena, perché Orvieto si trovava sul confine fra l'Etruria e l'Umbria. È da tenere tuttavia presente che il Muratori ritenne con qualche ragione che il rescritto di Costantino fosse un falso di epoca moderna.

## Ipotesi di identificazione
Nel XV secolo, Annio da Viterbo aveva identificato in Viterbo la sede del fanum, ma i suoi Antiquitatum variarum volumina XVII furono poi smascherati come raccolta completamente inventata. George Dennis, nel XIX secolo, ritenne che fosse collocato a Montefiascone.
L'identificazione con il Campo della Fiera a Orvieto, l'etrusca Velzna, deriva dagli scavi condotti dall'Università di Macerata dal 2000.